# Gens Hortensia
La gens Hortensia (in italiano: Ortensia) è stata una gens romana, di status plebeo. Compaiono nelle fonti dalla fine del V secolo a.C., ma assunsero un ruolo di primo piano solo durante l'ultimo secolo della Repubblica, per poi sparire nuovamente durante l'Impero.

## Origini
Il nomen Hortensius deriva da horto, ovvero "giardino", suggerendo che il capostipite svolgesse un lavoro di tipo agricolo. È oggetto di dibattito se le origini delle gens fossero romane o se piuttosto non siano arrivati a Roma dalla Campania o dall'Umbria.   
Quanto allo status plebeo, esso sembra confermato dalle prove materiali, anche se Cicerone, nei suoi scritti, si rivolge al collega e rivale Ortensio come ad un patrizio, probabilmente per onorarne le abilità e i risultati.

## Praenomina
I praenomina usati dagli Hortensii erano principalmente Quinto, Lucio e Marco, con casi singoli di Aulo e Sesto.

## Cognomina
Sono noti solo due cognomina:
- Ortalo, portato per la prima volta dal celebre oratore Quinto Ortensio Ortalo;
- Corbione, portato da alcuni discendenti del precedente.

## Membri noti
- Quinto Ortensio, tribuno della plebe nel 422 a.C. Cercò di denunciare Gaio Sempronio Atratino per negligenza nell'affrontare i Volsci, ma lasciò cadere le accuse a causa dell'opinione pubblica solidale con Sempronio.
- Quinto Ortensio, dittatore nel 287 a.C.
- Lucio Ortensio, pretore nel 170 a.C. Ammiraglio, era giudicato spietato per le sue azioni contro il re Perseo e le città greche di Abdera (il cui popolo fu venduto schiavo e poi liberato per ordine del Senato di Roma) e Calcide.
- Lucio Ortensio, fu eletto console per il 108 a.C., ma fu processato per corruzione, privato della cittadinanza e condannato all'esilio prima di poter assumere la carica, che fu poi assegnata a Marco Aurelio Scauro.
- Lucio Ortensio, fratello del seguente, legato di Silla durante la prima guerra mitridatica, spiccò per abilità prima e durante la battaglia di Cheronea.
- Ortensia, sorella del seguente, moglie di Marco Valerio Messala e madre di almeno un figlio.
- Quinto Ortensio Ortalo, celebre oratore e avvocato, console nel 69 a.C., collega, rivale e amico di Cicerone.
- Ortensia, figlia del precedente, una delle poche oratrici donna note.
- Quinto Ortensio Ortalo, fratello della precedente, era in contrasto col padre al punto da rischiare di essere diseredato.
- Quinto Marcio Ortensiano, fratellastro dei precedenti. Venne adottato dalla famiglia materna, i Marci, e fu padre di Marcio Ortalo.
- Quinto Ortensio Domanda Corbione, figlio di Quinto Ortensio e nipote dell'oratore, descritto da Valerio Massimo come una persona dissoluta.
- Aulo Ortensio, padre del successivo.
- Sesto Ortensio Chiaro, dedicatario dell'Augusteum di Ferentinum sotto Caligola.